# Рох III
Рох ІІІ (пол. Roch III, Roch II, Pirzchała, Skała Łamana) - шляхетський герб, різновид герба Рох та, можливо, Корчак.

## Опис герба
Опис згідно з класичними правилами блазонування:
У червоному полі срібна лілія на трьох срібних балках, клейнод: така ж лілія.

## Найбільш ранні згадки
1238 року (рік надання княжого герба власного Рох III) в історичних хроніках згадується пфальцграф Ростислав Першхала из Геральтів, гетьман мазовецький і староста плоцький, який воює Литві, в Ятвагії і землі червенській. У середні віки сім'я Пєршхал належала до феодальної аристократії (комедіанів) і була пов'язана з найбільш чудовими родинами тих часів.
Лицар герба Осьміорґ-Геаральт родич Пєршхал, брав участь у лицарських турнірах, зокрема, при дворі Філіпа Люксембурзького і Філіпа Доброго в Бургундії. Його оспівували в епосі про лицаря Антуана де Салле (1368-1464 рр.) / Епос періоду близько 1421-1426 рр./ "Le petit Jean de Saintree". Про нього написано  le Seigneur de Terg h Osmaróg" "про хрест нарізаний гірка". Ця епопея була співана у дворі Ядвіги та Ягайла в Кракові. У той час йому було надано герб Рох III Геральтів власний.

## Herbowni
Broliński, Gierałtowski, Karsza, Kirsz, Kirsza, Kościuszko, Łukomski, Niereski, Obuch, Oczko, Omelański, Omeliański, Piekucki, Pielaszkowski, Pietrzejowski, Pilaszkowski, Plewiński, Plewka, Pogroszewski, Przezdziecki, Przeździecki Pierzchała, Rossudowski, Rosudowski, Rzeźnicki, Siechnowicki, Suzin, Umiastowski, Walużyniec, Wiszowaty, Woszczatyński.

## Відомі носії герба
- Тадеуш Костюшко
- Ян Казимир Умястовський
- Владислав Умястовський